# Arsenale veneziano di Govino
L'Arsenale veneziano di Govino fu un cantiere navale militare a Govino, un paese portuale sull'isola di Corfù in Grecia a circa 8 km di distanza dal capoluogo. Costruito sotto la dominazione veneziana, è tutt'oggi possibile visitarne i resti.

## Storia

### Contesto storico
Nel 1714 l'Impero ottomano dichiarò guerra alla Repubblica di Venezia allo scopo di riconquistare i territori perduti durante la Prima guerra di Morea (1684-1699). Prese le piazzeforti del Peloponneso e altre nello Stato da Mar, i turchi volsero alle Isole Ionie, di cui Corfù era la fortezza più importante.

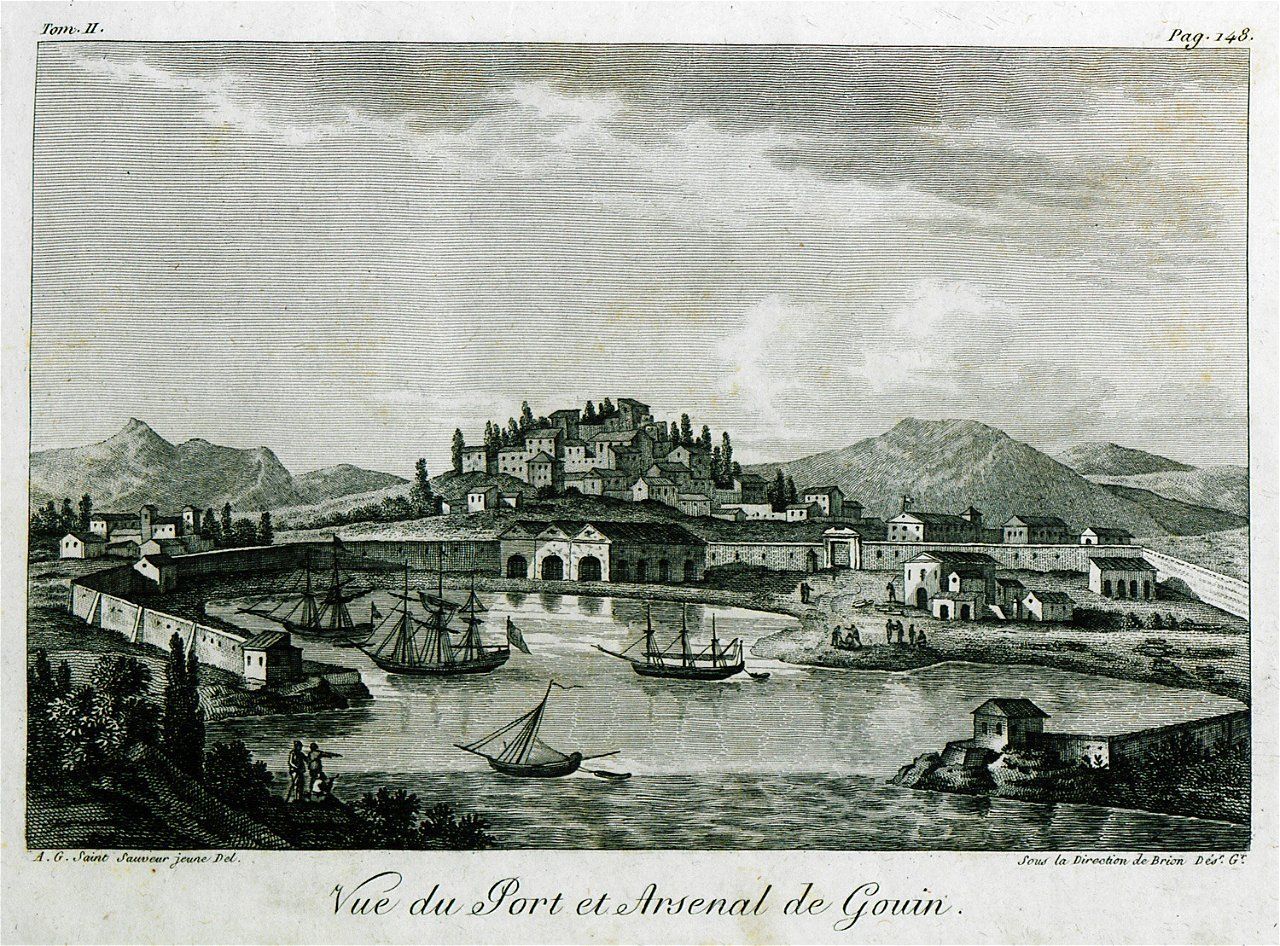
Veduta del porto e dell'arsenale di Govino, 1799, stampa di André Grasset de Saint-Sauveur.

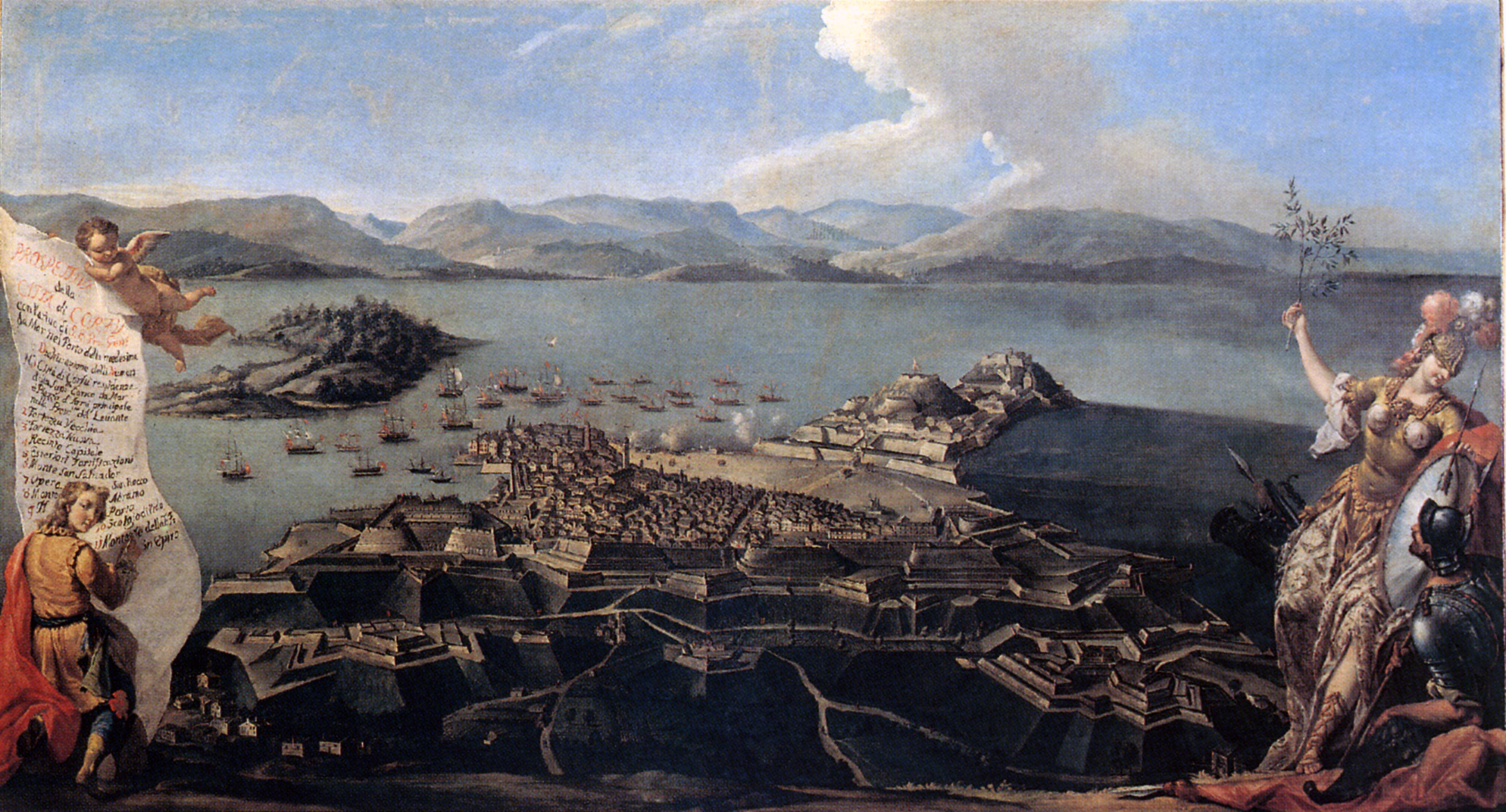
Vista di Corfù nel Settecento. È ben visibile sia la flotta alla fonda che l'imponente sistema di fortificazioni eretto dai veneziani a difesa della città.

Al fine di supportare le operazioni militari, nel 1716 il Senato veneziano decise la costruzione di un cantiere navale nei pressi del villaggio portuale di Gouvia e di un secondo complesso ad Argostoli sull'isola di Cefalonia. Venne inoltre deciso che, per tutelare i privilegi di costruzione navale dell'Arsenale madre a Venezia che risiedevano nell'influente e benvoluta Corporazione degli Arsenalotti, l'arsenale di Govino si sarebbe occupato esclusivamente di riparazione e manutenzione delle navi, senza quindi vararne di nuove.

### L'Arsenale
La scelta di Govino come sede del nuovo arsenale fu motivata da due ragioni: 1) il villaggio si trovava in una baia a mezzaluna ben protetta da due istmi con montagne e colline tutt'intorno; 2) le zone circostanti erano ricche di foreste che potevano fornire facilmente legname di buona qualità per i lavori del cantiere. Inoltre, alle bocche di accesso all'arsenale vennero posizionate delle batterie di cannoni.
Le navi di maggior stazza erano generalmente ormeggiate in aree dove il fondale era composto di fango molle. Il complesso era fornito di tre scali coperti dove avvenivano le riparazioni delle navi, nonché di magazzini e depositi di attrezzi, materiale nautico e pezzi di rispetto. Vi era anche un ulteriore piccolo scalo dove i carpentieri tiravano in secca le navi più piccole per la manutenzione. L'imboccatura del porto d'accesso era solita riempirsi di fango e sabbia, e i detriti venivano frequentemente rimossi tramite l'impiego di macchine cavafango e draghe.
l'8 luglio 1716, un esercito turco iniziò a sbarcare truppe a Govino per porre sotto assedio la città di Corfù, supportato dalla propria flotta. Alle 14.30 dello stesso giorno i veneziani attaccarono con 27 vascelli di linea le 62 navi turche, di cui circa 50 erano vascelli. La battaglia si risolse in sostanziale parità, con il piccolo vantaggio per i veneziani di fermare le operazioni di sbarco dei turchi per un paio di giorni, le quali ripresero, infatti, il 10 luglio. Successivamente, i veneziani intrapresero poche iniziative per fermare lo sbarco di truppe turche, se non quella condotta il 18 luglio dal Capitano Generale da Mar Andrea Pisani, il quale attaccò la flotta turca presso Govino con 13 galee e 2 galeazze. L'azione, ancora una volta, si risolse in un nulla di fatto, sia per la superiorità della flotta turca rispetto a quella remiera veneziana, sia perché i turchi avevano piazzato grossi cannoni a difesa del porto di Govino, dove stabilirono, inoltre, il loro quartier generale. Dopo vari tentativi di attacco e alcune sortite veneziane, a causa prevalentemente delle loro sconfitte in Serbia contro gli austriaci, tra il 22 e il 23 agosto i turchi abbandonarono l'assedio di Corfù e si ritirarono a Butrinto, dalla sponda opposta del canale di Corfù rispetto a Govino.
Nel 1744 il libertino e scrittore Giacomo Casanova fu a Govino per una rassegna generale delle truppe di stanza sull'isola ordinata dal Capitano delle Galeazze Antonio Renier, del quale Casanova era a quel tempo attendente e condivideva un'amante, madame F.

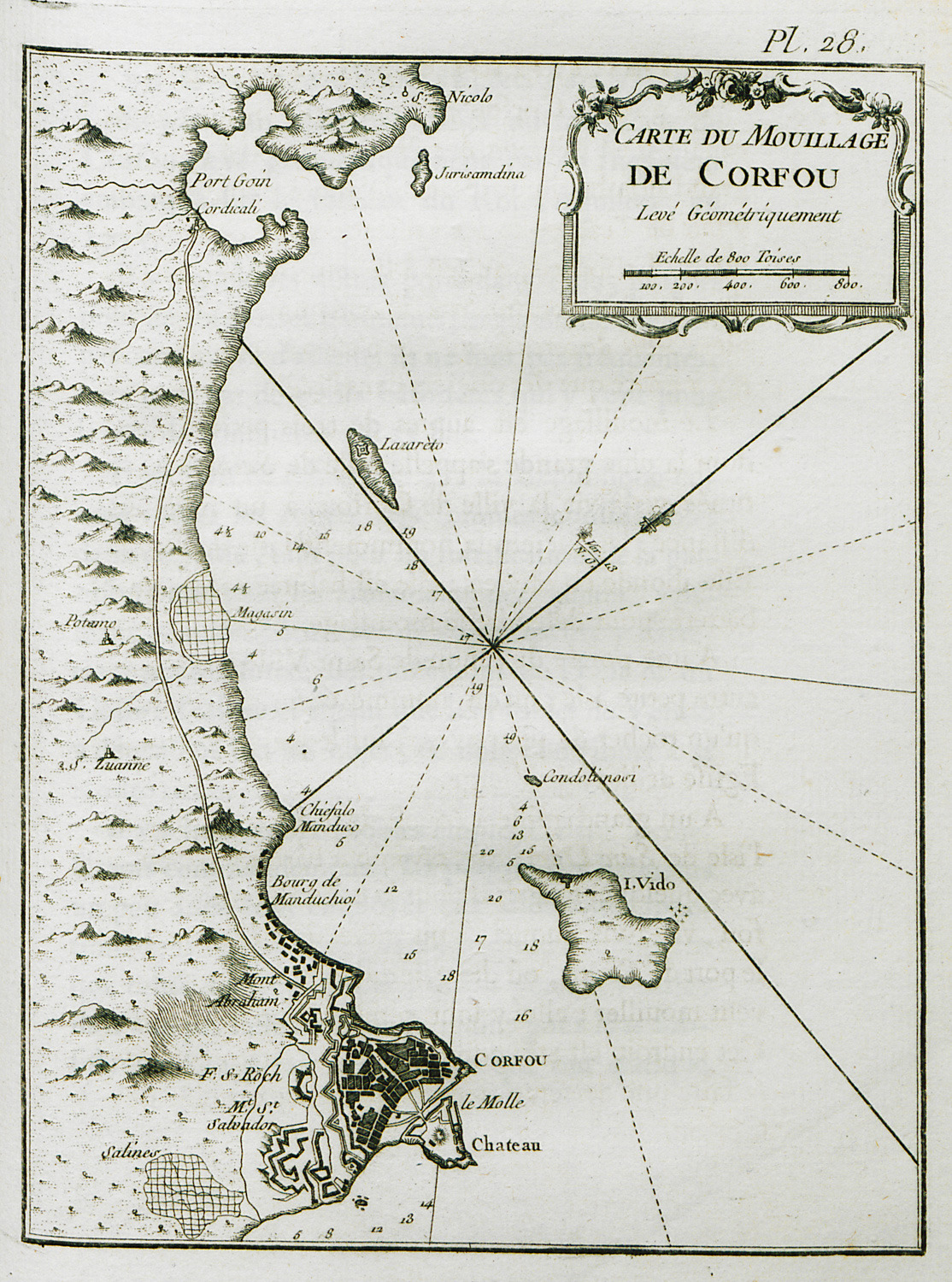
Mappa del 1771 che mostra il porto di Govino in alto (denominato Port Goin alla francese), e la città di Corfù in basso.

### Incidenti a vascelli veneziani
Il 12 gennaio 1716, il vascello Regina del Mare venne sottoposto a lavori di carenaggio nell'arsenale assieme ad altri due pariclasse, la Madonna della Salute e la Colomba d'Oro. Durante le operazioni di sbarco dei cannoni, la Regina del Mare si incendiò e saltò completamente in aria. Ci furono circa 50 vittime e 7 superstiti, tra i quali il capitano di origine genovese Lelio Priaroggia, il quale era in convalescenza a terra perché malato. Sebbene l'incendio non si propagò per via della pioggia, l'esplosione danneggiò anche gli altri due vascelli lì presenti, i quali comunque furono in grado di riprendere il mare e partecipare nel luglio successivo alla battaglia nel canale di Corfù che si tenne in occasione dell'assedio da parte degli Ottomani. Inoltre, l'esplosione fu così forte che ruppe i vetri delle case nella stessa città di Corfù, a 8 km di distanza. Nel luglio del 1716 il Capitano delle Galeazze Marino Capello riportava che «la pesca dei cannoni nel fondo del porto dell'incendiata nave Regina del Mare» aveva riconsegnato «nove pezzi, tra i quali uno da 120 della nuova inventione».
La stessa sorte della Regina del Mare toccò anche ad altri vascelli veneti nell'arsenale di Govino. Il 30 gennaio 1730 il vascello Scudo della Fede esplose nel bacino dell'arsenale mentre gli veniva fatta la concia. Dei 146 uomini a bordo della nave in quel momento se ne salvarono solo 4. L'11 maggio 1752 alle ore 21, la fregata San Vincenzo si incendiò nell'arsenale mentre era sottoposta a lavori di carenaggio.

### Dopo la dominazione veneziana
Nel corso del Settecento si ridusse notevolmente l'utilizzo dell'arsenale e il numero di navi qui riparate andò via via diminuendo. Con la fine della Repubblica di Venezia nel 1797, Govino e il suo arsenale passarono sotto il controllo dei francesi, i quali però persero l'intera isola di Corfù nel 1798, quando un corpo di spedizione russo-turco guidato dall'ammiraglio Fëdor Fëdorovič Ušakov sbarcò a Govino per porre sotto assedio la vicina fortezza di Corfù. Nel 1800 le Isole Ionie divennero indipendenti, benché sotto protettorato congiunto dell'Impero russo e di quello ottomano. Dopo una seconda parentesi sotto il controllo francese, Corfù e le Isole Ionie divennero un protettorato inglese fino al 1864, anno in cui i territori passarono quindi al Regno di Grecia. Durante la Prima Guerra Mondiale l'arsenale venne utilizzato come base navale dalla flotta francese, fatto che suggerisce come all'inizione del Novecento il complesso non fosse ancora in stato di rovina.

## Descrizione
Ad oggi, l'arsenale consta dei tre scali, i quali presentano solo le arcate e i muri interni, nonché di parte del muro circostante, nel quale è ancora presente il cancello d'ingresso al complesso. La chiave di volta del cancello riporta l'iscrizione "ZBM ANNO MDCCLXXVIII" su quattro righe, dove MDCCLXXVIII è 1778, l'anno della costruzione o del restauro del cancello. "ZBM" sono con tutta probabilità le iniziali degli ufficiali veneti addetti alla costruzione, i quali hanno forse inserito i propri stemmi familiari a complemento delle iniziali. Tale pratica, oltre ad essere ben visibile nei palazzi di Venezia e nelle numerose opere civili e militari veneziane sparse per Adriatico, Ionio ed Egeo, è stata documentata alla fine del Settecento anche dal console francese a Corfù, monsieur André Grasset de Saint-Sauveur.

## Conservazione e ristrutturazione
Nel 2011, il direttore regionale delle Isole Ionie propose al Ministero della cultura greco un piano per la rivalorizzazione dei resti dell'arsenale veneziano di Govino. La proposta includeva studi effettuati dal Politecnico di Bari inclusivi di fotografie, documentazione storica e planimetrie della struttura del complesso. I finanziamenti per tale progetto vennero dall'Unione europea attraverso il fondo Interreg III Grecia-Italia.
L'istanza del direttore del 2011 descriveva lo stato di rovina e abbandono dell'arsenale che suscitava commenti negativi da parte dei visitatori, vista l'importanza storica attribuita al complesso riguardo la storia delle Isole Ionie e della Grecia. Si suggeriva quindi al Ministero il restauro delle mura e del tetto, nonché la riconversione dell'arsenale in Museo del Mare. Nella domanda si menzionava anche l'appoggio alla proposta dato del direttore del 21° Eforato delle Antichità Bizantine della Grecia, che approvava l'idea definendola "molto buona e indispensabile".
Nel 2017, il direttore regionale delle Isole Ionie ha approvato la somma di 500.000 euro per la "riabilitazione e promozione dell'arsenale veneziano di Gouvia". Questi progetti sono i primi destinati alle Isole Ionie per l'anno fiscale 2014-2020 e sono finanziati dal Fondo europeo di sviluppo regionale (FESR) e dal Governo greco. Il 22 maggio 2016, per celebrare il ripristino dell'illuminazione del complesso, l'Agenzia culturale locale di Gouvia e la Società Greca per l'Ambiente hanno organizzato un concerto presso l'arsenale, durante il quale la Società Filarmonica di Corfù Mantzaros e il coro bavarese Dinkelsbühler Knabenkapelle hanno eseguito marce musicali.

### Esplicative
1. ↑  Govino in italiano; Gouin in francese[3].
2. ↑  Marangoni in veneziano
3. ↑  Alcune fonti riportano il 12 febbraio[7].
4. ↑  Sulla presenza di genovesi sulle pubbliche navi venete in occasione della Seconda Guerra di Morea, è interessante il resoconto di Candiani[8].

### Fonti
1. ↑  Zorzi
2. 1 2  Zucconi
3. 1 2 3 4 5 6  Saint-Sauveur
4. ↑  Pratt
5. ↑  Anderson, pp. 246-50
6. ↑  Casanova, Storia della mia vita, cap. 16.
7. ↑  Candiani, p. 512
8. ↑  Candiani, op. cit., in particolare si vedano le pp. 491-95.
9. ↑  Ercole, p. 237-39
10. ↑  Prelli e Mugnai, p. 50
11. ↑  Candiani, pp. 512-13
12. ↑  Ercole, p. 241
13. ↑  In On Press Agency
14. ↑  http://www.pin.gov.gr
15. ↑  http://www.iefimerida.gr
16. ↑  http://www.anaptyxi.gov.gr
17. ↑  http://www.old.kerkyrasimera.gr

### Sitografia e fonti giornalistiche
- Ανάδειξη στα Βενετσιάνικα ναυπηγεία στη Κέρκυρα, su e-inon.gr, In On Press Agency (archiviato dall'url originale il 4 marzo 2016).
- Πρόταση του Περιφερειάρχη Ι.Ν. προς τον Υπουργό Πολιτισμού για τα ενετικά ναυπηγεία Γουβιών, στην Κέρκυρα: Ανασύσταση της αρχικής δομής του Ναυπηγείου και της στέγης του και χρήση του ως Μουσείου της Θάλασσας, su pin.gov.gr, ΠΕΡΙΦΕΡΕΙΑ ΙΟΝΙΩΝ ΝΗΣΩΝ - ΠΕΡΙΦΕΡΕΙΑΡΧΗΣ.
- Μανος Μεθυμακης, Μισό εκατομμύριο για τα Ενετικά Ναυπηγεία των Γουβιών, Corfu Press, 11 novembre 2017.
- Τίτλος έργου: ΑΠΟΚΑΤΑΣΤΑΣΗ ΚΑΙ ΑΝΑΔΕΙΞΗ ΕΝΕΤΙΚΩΝ ΝΑΥΠΗΓΕΙΩΝ ΓΟΥΒΙΩΝ, ΚΕΡΚΥΡΑΣ Δικαιούχος: ΕΦΟΡΕΙΑ ΑΡΧΑΙΟΤΗΤΩΝ ΚΕΡΚΥΡΑΣ (ΚΕΡΚΥΡΑ), su Anaptyxi, Greek Government.
- Αυτά τα έργα στο Ιόνιο εντάχθηκαν στο ΕΣΠΑ πολιτισμού -Ενετικά ναυπηγία, κάστρα, εκκλησίες [εικόνες] Πηγή, iefimerida.gr.
- Εορταστική συναυλία στα Ενετικά Ναυπηγία Γουβιών, su old.kerkyrasimera.gr, kerkyrasimera.gr. URL consultato il 4 luglio 2023 (archiviato dall'url originale il 13 febbraio 2020).